# Vol Western Airlines 2605
Le 31 octobre 1979, à 5h42 CST, un McDonnell Douglas DC-10 assurant le vol Western Airlines 2605, en provenance de Los Angeles, en Californie, s'est écrasé à l'atterrissage, en plein brouillard, sur une piste en travaux de l'aéroport international de Mexico, parallèle à la piste sur laquelle il devait se poser.
Avec 72 victimes parmi les 88 personnes à bord, plus un ouvrier de maintenance tué lorsque l'avion a percuté son véhicule, c'est la pire catastrophe aérienne impliquant un appareil de Western Airlines, ainsi que le troisième crash le plus meurtrier de l'histoire du Mexique.

## Avion et équipage
L'appareil impliqué est un McDonnell Douglas DC-10-10, immatriculé N903WA. Cet avion gros-porteur était peint avec la livrée "DC-10 Spaceship" de la compagnie Western Airlines. Dans la configuration "Spaceship", il disposait de 46 sièges en première classe et de 193 sièges en classe économique. Il a volé pour la première fois en 1973 et cumulé un total de 24 614 heures de vol, en six ans de carrière chez Western Airlines. 
Lors du décollage de Los Angeles, le DC-10 transportait 76 passagers et 13 membres d'équipage à bord, dont le commandant de bord Charles Gilbert (53 ans), le copilote Ernst Reichel (46 ans), de nationalité allemande, et le mécanicien navigant Daniel Walsh (39 ans).

## Accident
L'aéroport international de Mexico possède deux pistes : la piste 23 gauche (23L) et la piste 23 droite (23R). Au moment de l'accident, la piste 23L disposait de tout l'équipement nécessaire pour les approches aux instruments, avec notamment un système d'atterrissage aux instruments (ILS), alors que la piste 23R n'en était pas équipée. Le 19 octobre 1979, un NOTAM a été émis aux équipages, indiquant que la piste 23L serait fermée jusqu'à nouvel ordre pour des travaux de resurfaçage.
Le 31 octobre, le vol 2605 a quitté l'aéroport international de Los Angeles à 1h40 PST et devait atterrir bien avant le lever du soleil à Mexico.
Alors que le vol 2605 s'approchait de l'aéroport international de Mexico, les contrôleurs aériens l'autorisèrent à effectuer une approche aux instruments en utilisant l'ILS de la piste 23L, avec une piste d'atterrissage prévue sur la 23R. La piste 23L étant fermée pour maintenance, les contrôleurs s'attendaient à ce que le vol 2605 effectue une baïonnette vers la piste ouverte, la 23R. Pour ce faire, l'équipage suivrait la trajectoire de descente de l'ILS vers la piste 23L, et dès qu'il apercevrait la piste, il réorienterait l'avion pour atterrir sur la 23R.
Pendant l'approche, l'équipage a été informé à quatre reprises par le contrôleur d'approche ou par la tour de contrôle que la piste d'atterrissage prévue était la 23R. Cependant, les contrôleurs n'ont rien dit indiquant une manœuvre d'approche qui aurait été familière aux pilotes américains. Il n'y avait aucune représentation visuelle publiée de ce type de manœuvre à la disposition des pilotes, et la carte d'approche de l'aéroport pour la 23R n'indiquait que les minimums pour le plafond et la visibilité. Les deux pilotes savaient que le 23L était fermé, car ils avaient déjà atterri sur le 23R sans incident alors que le 23L était hors service.
Les conditions météorologiques se dégradaient pendant l'approche aux instruments du vol 2605. À 5h00, le bulletin météo indiquait une visibilité de 4 à 6 km selon la direction ; à 6h00 (peu après l'accident), la visibilité était décrite comme « quasiment nulle ». Le vol 2605 était en courte finale vers la piste fermée à 5 h 42. 
L'enregistrement des conversations dans le poste de pilotage, lors des dernières secondes du vol, indique que le copilote et le commandant de bord ont convenu qu'ils étaient autorisés à se diriger vers la piste 23R, bien qu'ils soient toujours en approche vers la piste 23L. Alors que le DC-10 volait à une vitesse de 130 nœuds (241 km/h), le train d'atterrissage principal s'est posé, avec le train gauche sur l'herbe, à gauche de la piste 23L, et le train droit sur l'accotement de la piste, produisant une force supérieure à 2 G. 
Une seconde plus tard, l'équipage a tenté d'interrompre l'atterrissage et a effectuer une remise de gaz. Le copilote a commencé à décrire la procédure d'approche ILS manquée, une montée à 8 500 pieds (2 591 m), alors que le DC-10 reprenait son envol. Environ 3 secondes après l'atterrissage et avec une assiette en cabrer de 10 à 11°, le train principal droit est entré en collision avec un camion-benne chargé de plusieurs tonnes de terre. La majeure partie du train principal droit s'est arrachée de l'avion et a heurté le stabilisateur horizontal droit, l'arrachant partiellement. L'impact du train d'atterrissage a pulvérisé le camion, tuant son conducteur sur le coup et créant un vaste champ de débris dans la zone de l'impact initial.
L'appareil endommagé, toujours en vol avec la poussée de décollage engagée, commença à partir en roulis vers la droite. L'angle d'inclinaison augmenta jusqu'à ce que les volets de l'aile droite heurte la cabine d'une excavatrice à 4 921 pieds (1 500 m) du seuil de la piste. L'angle d'inclinaison continua d'augmenter au point que l'aile droite commença à racler le sol et les voies de circulation à côté de la piste 23L. L'extrémité de l'aile droite du DC-10 heurta finalement le coin d'un hangar de maintenance, causant des dommages au hangar et brisant également l'aile droite, avant qu'il ne finisse sa course contre un bâtiment de service appartenant à Eastern Air Lines, situé au nord des deux pistes, 26 secondes après son atterrissage initial.
Cet impact final a provoqué la rupture structurelle de l'avion, a gravement endommagé le bâtiment en béton armé de deux étages et a provoqué un incendie qui a consumé la majeure partie de l'avion. Sous la violence du choc, une partie de l'aile gauche du DC-10 s'est détachée et a été projeté de l'autre côté du périmètre de l'aéroport, endommageant un immeuble résidentiel de la rue Matamoros, dans la Colonia Peñón de los Baños, et déclenchant également un incendie.
La plupart des survivants ont été retrouvés dans une section de fuselage de 6 m de long qui n'a pas brûlé. Les survivants ont également rapporté que de gros morceaux du bâtiment ont continué à tomber sur l'épave de l'avion plusieurs minutes après l'accident, alors que les sauveteurs arrivaient sur les lieux.
L'aéroport international de Mexico a été contraint de fermer temporairement ses portes aux vols commerciaux, à la suite de cet accident, et près de 2 000 personnes se seraient rendues à l'aéroport pour voir le site du crash et les débris de l'avion.

## Enquête
L'accident ayant eu lieu au Mexique, l'Agencia Federal de Aviación Civil (AFAC) a été chargée de l'enquête. Ses conclusions incriminent surtout les pilotes, tandis que celles de l'Air Line Pilots Association (ALPA) critiquent certaines de ses conclusions et mettent en lumière la fatigue de l'équipage et la mauvaise communication venant du contrôle aérien.
D'après le rapport final de l'AFAC, la cause probable de l'accident a été déterminée comme étant le non-respect des minima météorologiques pour la procédure d'approche, telle qu'autorisée, ainsi que le non-respect des procédures d'exploitation standards pendant la phase d'approche et d'atterrissage sur une piste fermée à la circulation.
Bien que le rapport de l'ALPA ait reconnu que les pilotes avaient atterri sur la mauvaise piste malgré les minima publiés, il a critiqué le rapport d'accident mexicain comme étant « insuffisamment approfondi et détaillé » et contenant « des erreurs importantes ».
La hauteur de décision à laquelle l'approche s'effectuer exigeait alors que la piste 23R soit en vue (et qu'elle soit exécutée) à 600 pieds (182 m) au-dessus du niveau du sol. En continuant vers la piste 23L en dessous de cette hauteur, par définition, l'équipage s'écartait de la procédure d'approche autorisée.
L'étude de l'ALPA a supposé que l'équipage ne comprenait pas ce qui était requis pour cette approche particulière. De plus, elle a indiqué que l'atterrissage sur la piste fermée 23L nécessitait uniquement que l'équipage poursuive sa trajectoire de vol standard, qui était une approche ILS directe vers la piste 23L.

## Conséquences
L'accident du vol 2605 et l'enquête qui a suivi ont conduit à la publication de plusieurs recommandations de sécurité, de la part du Conseil national de la sécurité des transports (NTSB), pour les aéroports aux États-Unis, exigeant la publication explicite des procédures d'approche sur les aéroports impliquant des manœuvres particulières et la distribution de la documentation sur les procédures d'approche par baïonnette en général.